# Denneweg
De Denneweg in Den Haag is een oude straat in het centrum met diverse panden uit de 18e eeuw. Het ligt in de buurt Buurtschap 2005 in de wijk Centrum. De straat loopt vanaf de Mauritskade naar het Lange Voorhout, echter heet het stukje straat in het verlengde van de Denneweg de Vos-in-Tuinstraat (vanaf de kruising Maliestraat/Kazernestraat tot de Lange Voorhout). De Kazernestraat, Het Lissabon en de Schenkweg heette voorheen ook Denneweg.
De huisnummers lopen op vanaf het centrum naar de Mauritskade, met de even nummers aan de linkerkant.

## De straatnaam
De eerste houten huisjes werden hier rond het einde van de 14e eeuw gebouwd. De Duineweg, zoals de Denneweg toen heette, liep slingerend door de duinen naar de zee. Het verlengde van de Denneweg heet tegenwoordig de Frederikstraat, vernoemd naar de Frederikskazerne die er in 1770 werd gebouwd. De drukte in de Duineweg verminderde tijdelijk toen de Scheveningseweg in 1653 werd aangelegd, waardoor een kortere en betere verbinding tussen het centrum en de haven ontstond.
Ondanks dat het een zeer krappe straat is, ging er in 1881 al een paardentram lijn doorheen rijden. In 1905 werd dit de elektrische tramlijn 1 (1e). Die had gedeeltelijk zelfs dubbelspoor op de Denneweg. Bij de Maliestraat/Kazernestraat was het krapste plekje. In 1927 werd lijn 1 vernummerd in 17 (2e), en die werd in 1928 opgeheven. Maar in 1927 verdween de tram al uit de straat. De trams kwamen / gingen van / naar het Plein via Denneweg en Nassauplein naar / van eindpunt Bankaplein.

## Hofjes
Er zijn enkele hofjes in de Denneweg, gebouwd in de 18e eeuw, allemaal met even huisnummers: Het Lissabon (nrs 34-42) uit 1770, het Henriëtte Hofje of Denneweghofje (nrs 72-83) uit 1829, het Hofje van Kuypers (nrs 144-178) uit 1773 en het Susanna Zürkann Hofje dat tussen 1768 en 1773 gebouwd werd. Op nummer 74 aan het Denneweghofje woonde verzetsstrijder Siewert de Koe tijdens de Tweede Wereldoorlog. Hieraan herinnert de plaquette die in 1984 bij de poort van nummer 74 werd geplaatst. Van het hofje is tegenwoordig weinig over, omdat er in 1906 twaalf van de achttien huisjes gesloopt werden.

## Monumentale panden

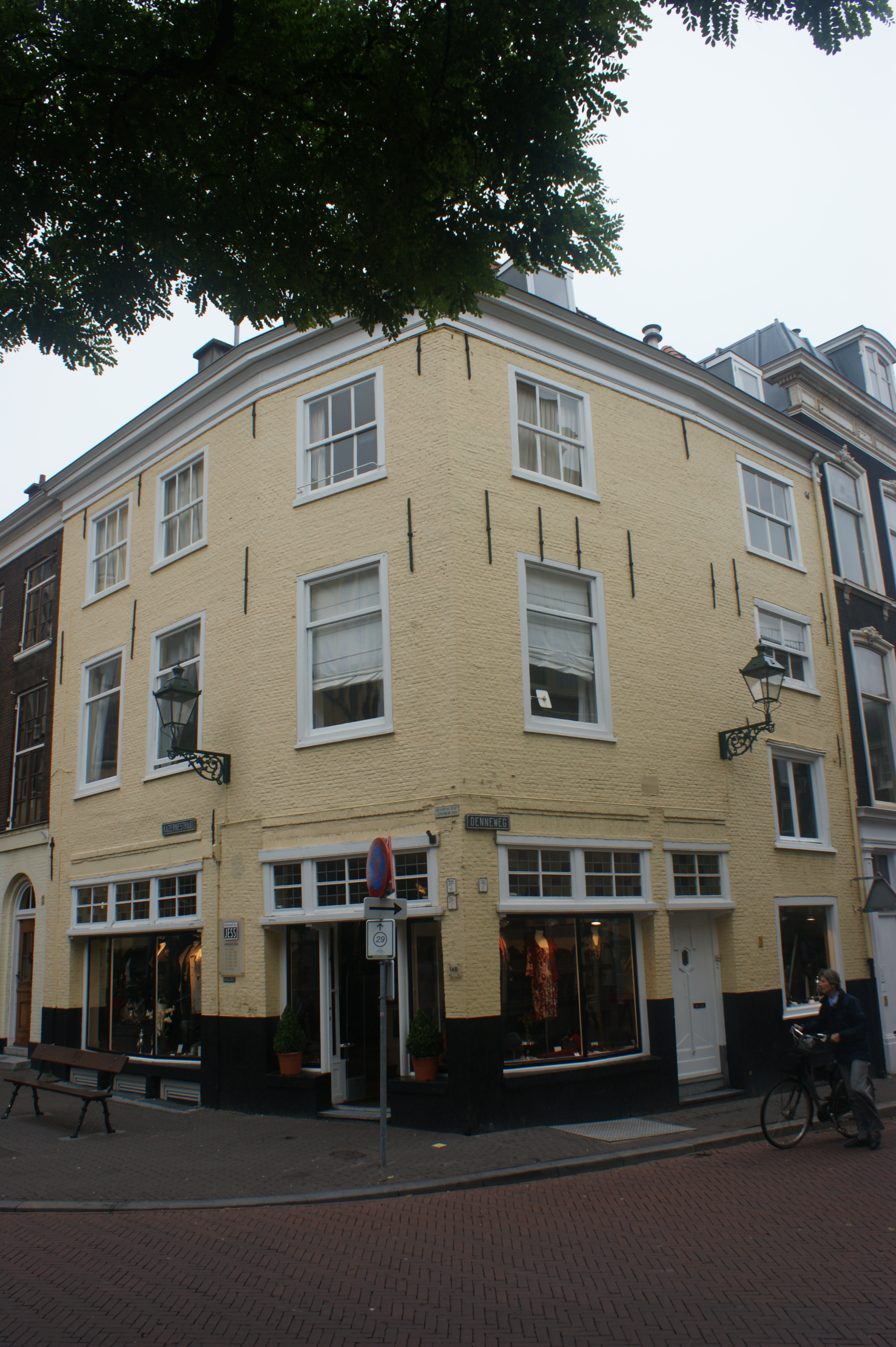
Nr 2: 18e eeuw, hoek Kazernestraat
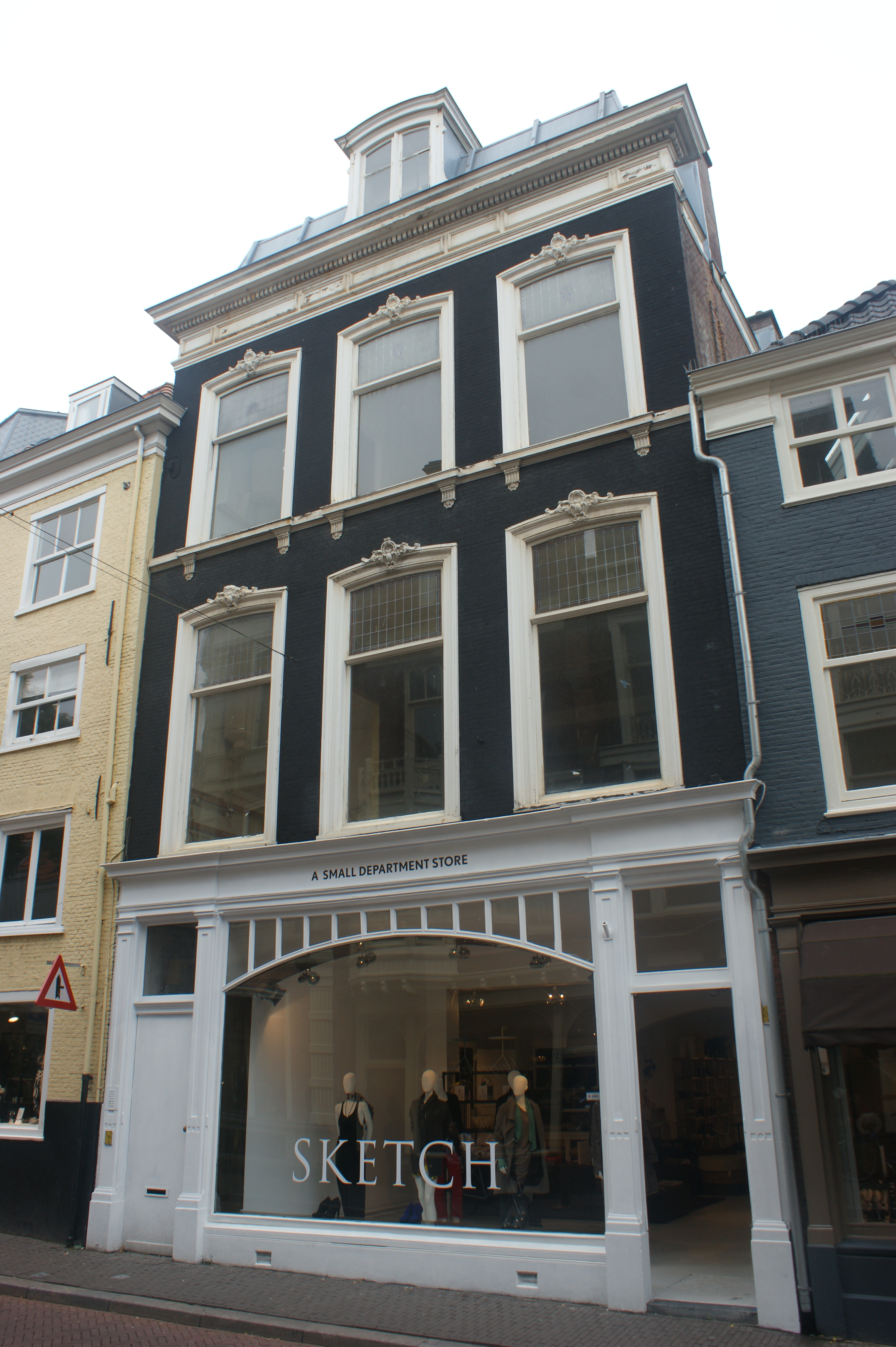
Nrs 2a en 4: 18e eeuw
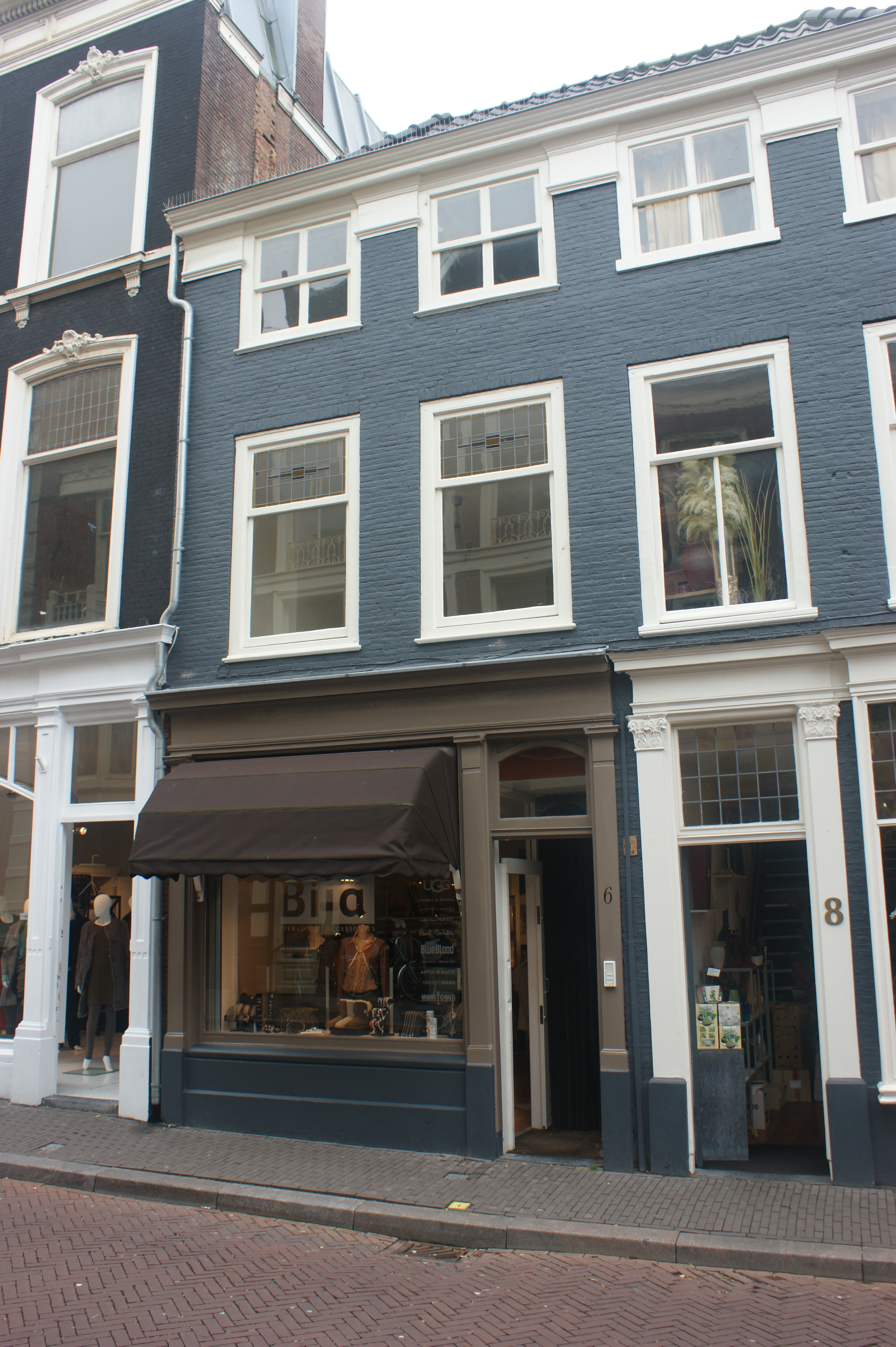
Nr 6: 18e eeuw
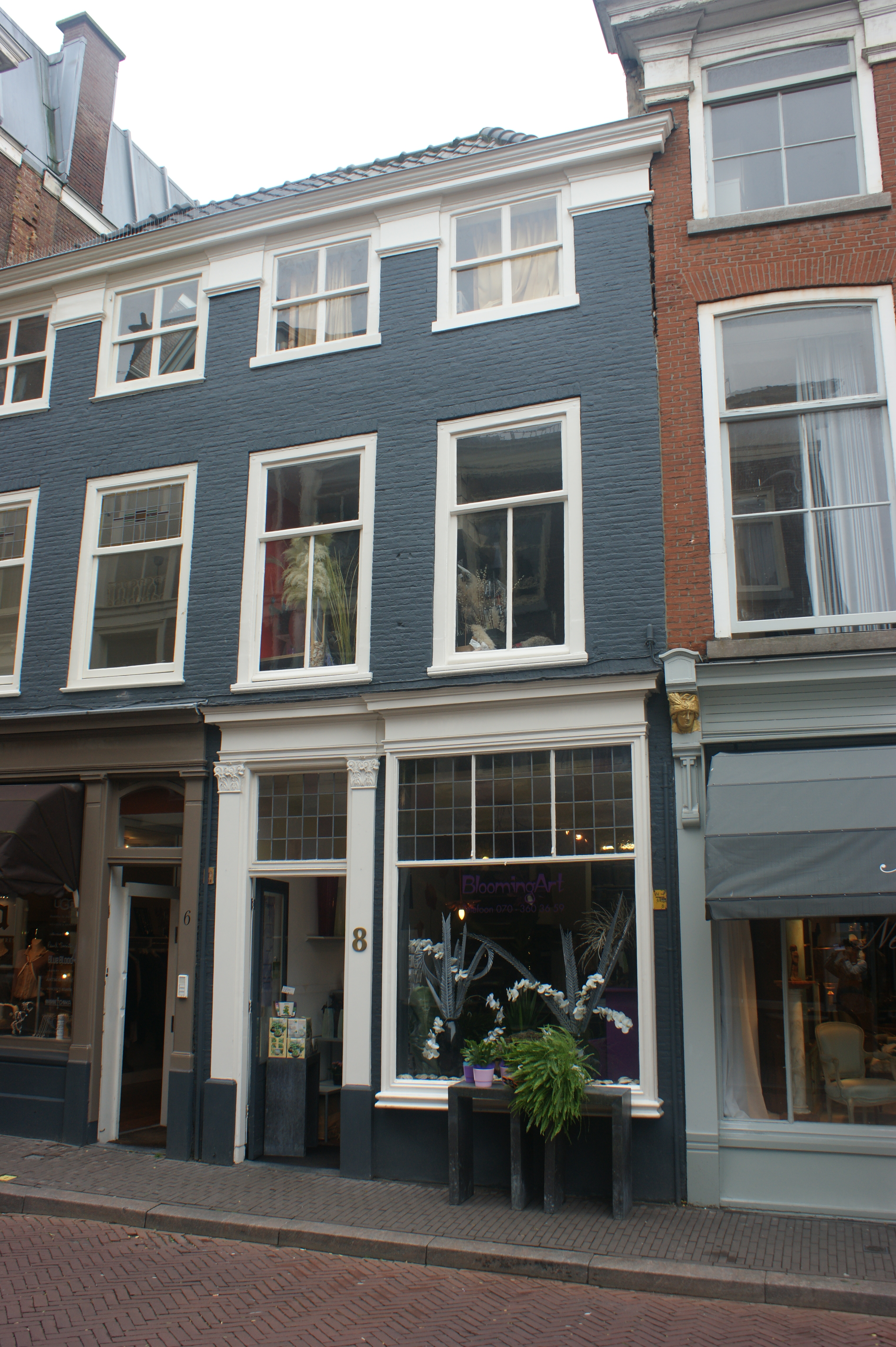
Nr 8: 18e eeuw
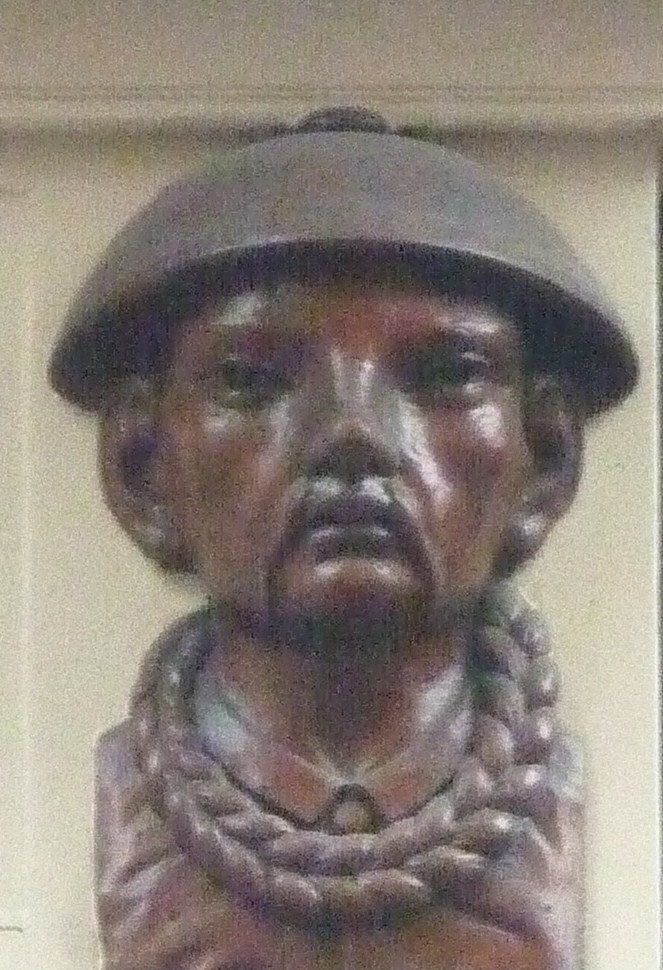
Denneweg 19 (Chinees)
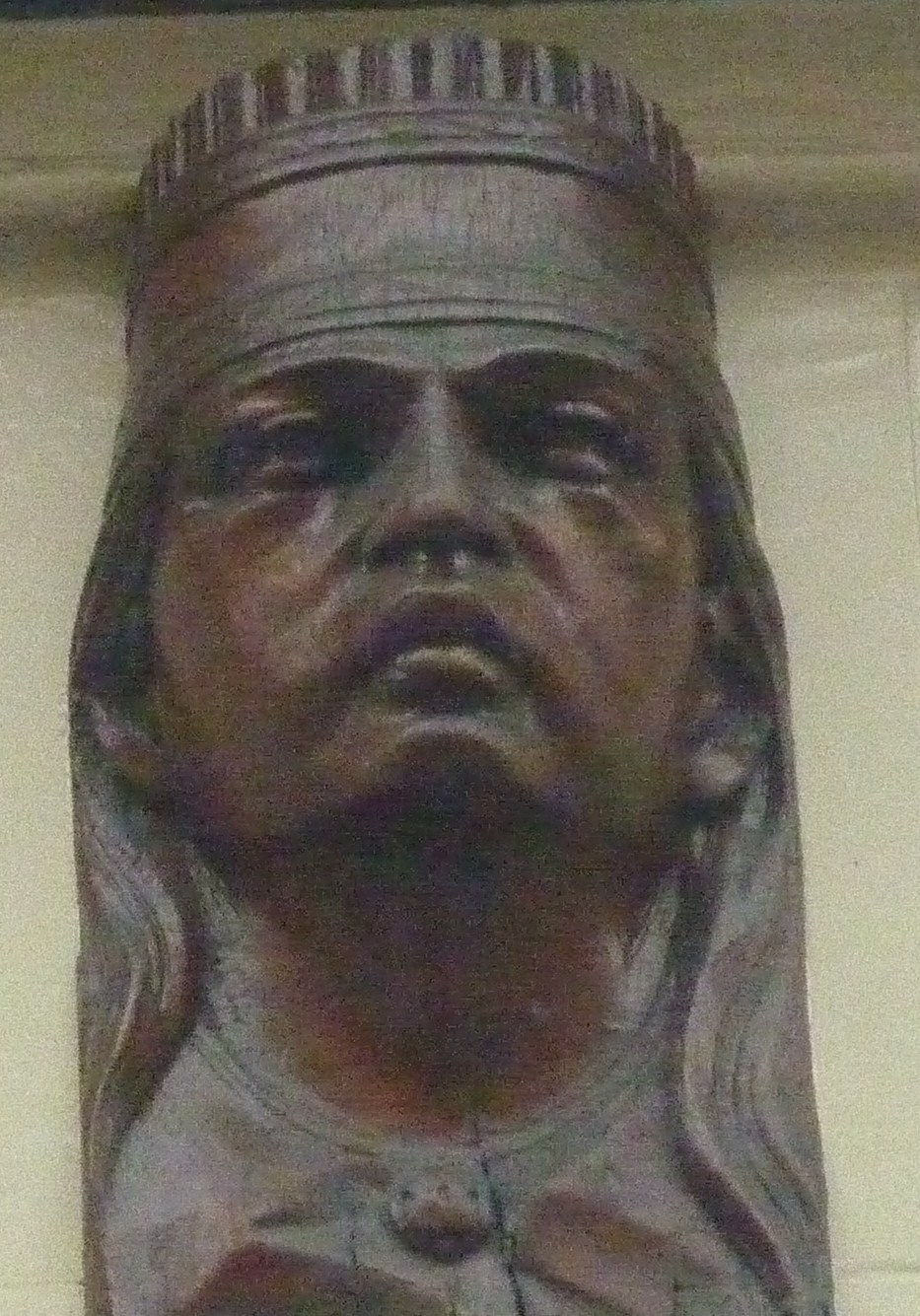
Denneweg 19 (Indiaan)
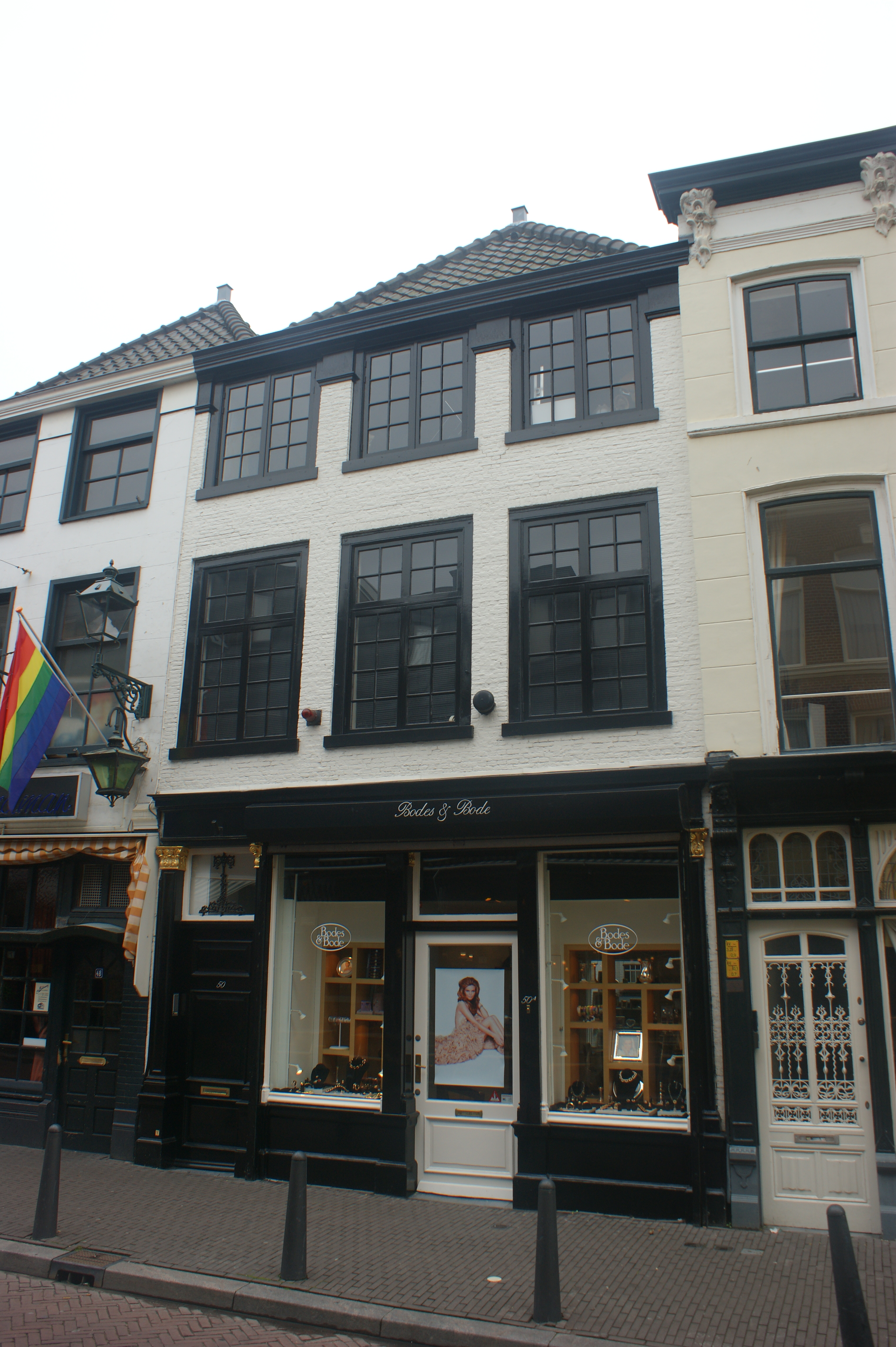
Nr 50: 18e eeuw
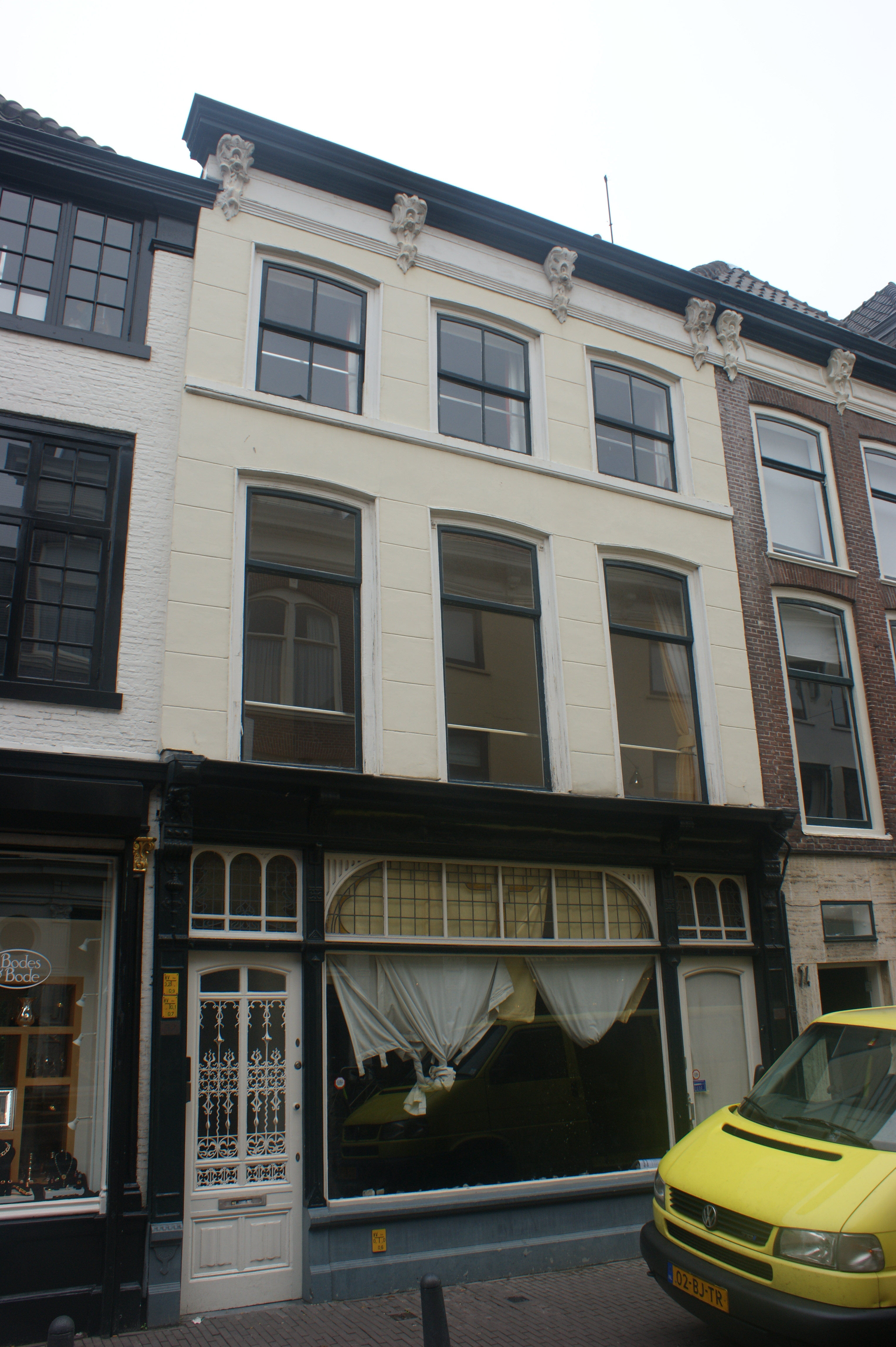
Nr 52: 18e eeuw
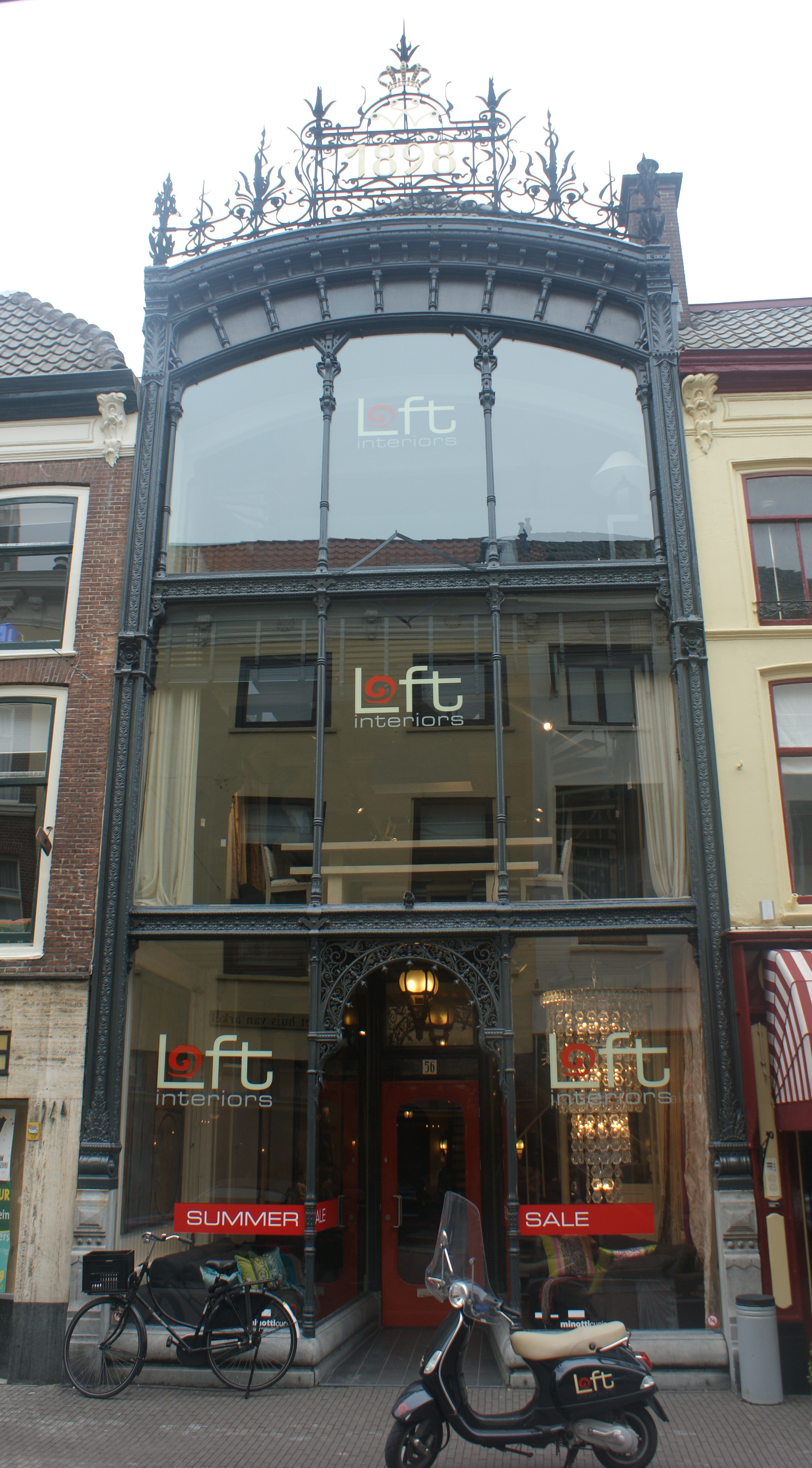
Nr 56: 1898
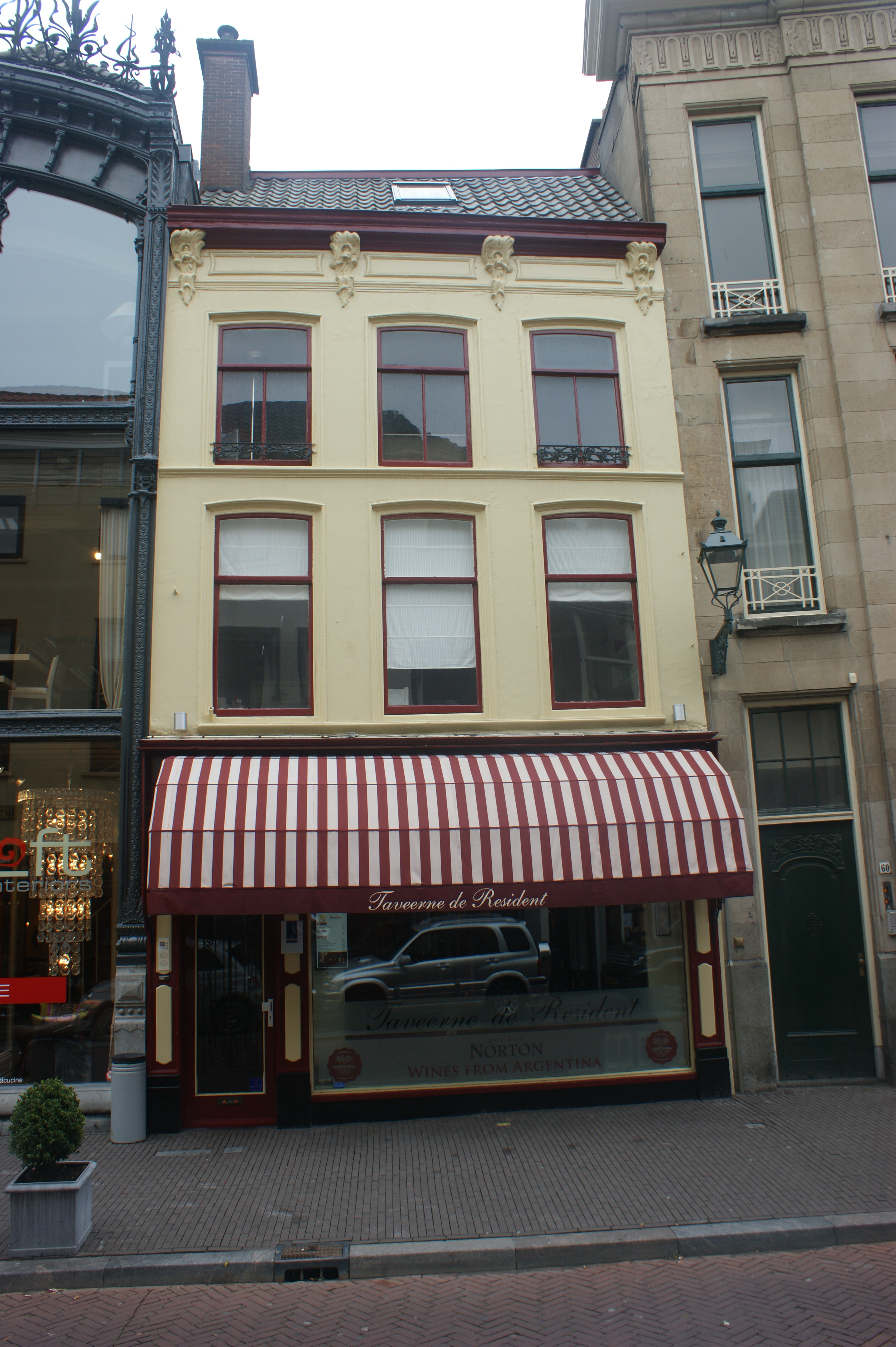
Nr 58: 18e eeuw
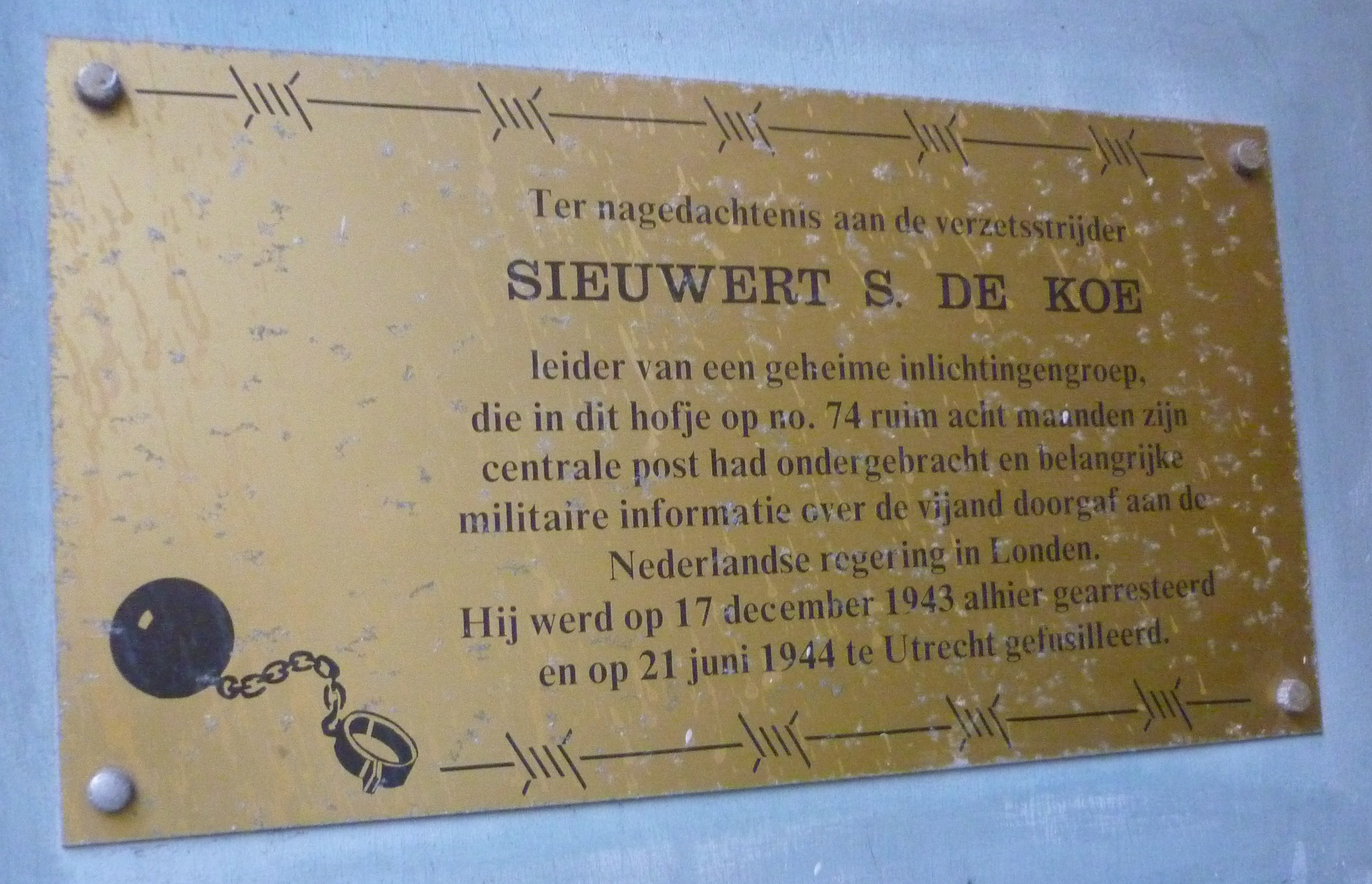
Nr 74: Siewert de Koe
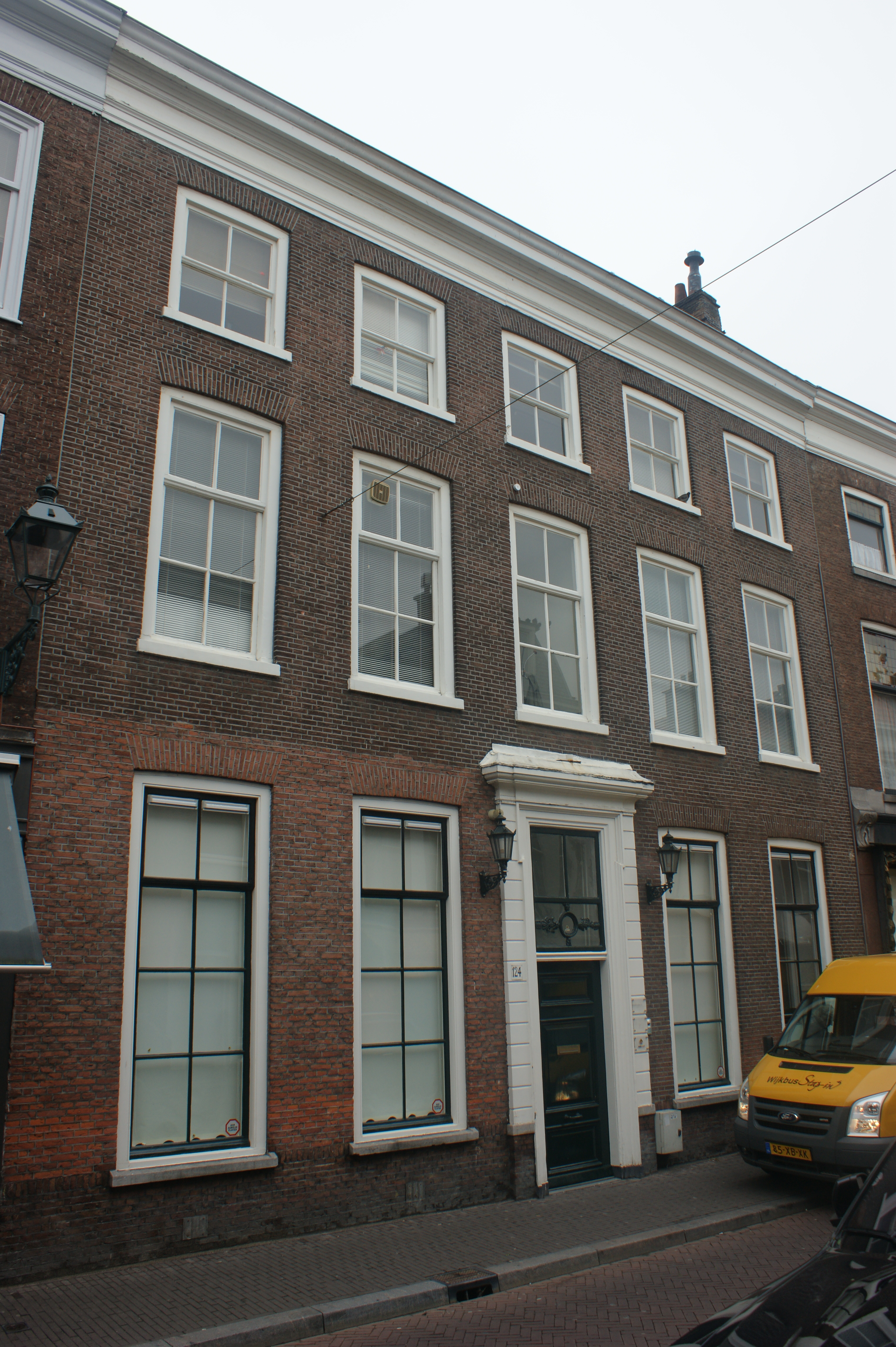
Nr 124: 19e eeuw

Het hoekpand bij de Spekstraat was vroeger de grootste sigarenhandel van Nederland, met filialen in de Hoogstraat, de Prinsestraat, de Wagenstraat, Spuistraat en de Zoutmanstraat. Zoals in het uitgesneden houtwerk op de gevel te lezen valt hadden zij 'speciale blikken voor Indiën' en leverden zij 'Havana en Manilla sigaren'.
Opvallend is ook nummer 56, gebouwd door architect Jan Willem Bosboom (1860-1928). De toonzaal werd in 1898 gebouwd voor meestersmid Egbertus Beekman, die zelf op de Hooigracht 9 woonde. Er werd 45.000 kg ijzer in verwerkt. Achter de winkel is een pakhuis, dat nu theater PePijn aan de Nieuwe Schoolstraat huisvest. In de jaren 1980 was er een bioscoop in het pand gevestigd. Het ijzer werd in 2005 groen geverfd, daarvoor was het jarenlang wit. Een kopie van de gevel is sinds 2001 te zien in Haagsche Bluf, waar het ijzer nog wit is.